# Organització Internacional de la Cultura Turca
L'Organització Internacional de la Cultura Turca (en turc: 'Uluslararası Türk Kültürü Teşkilatı', TÜRKSOY) és una organització cultural internacional de països turcoparlants i altres pobles turquesos que utilitzen llengües turqueses.
El secretari general de la TÜRKSOY és Duisen Kaseinov, que fou Ministre de Cultura del Kazakhstan. La TÜRKSOY té la seu a Ankara (Turquia).

## Història
L'organització va fer les primeres reunions el 1992 a Bakú i Istanbul, amb l'assistència dels ministres de cultura de l'Azerbaidjan, el Kazakhstan, Kirguizstan, Uzbekistan, Turquia i Turkmenistan. La TÜRKSOY fou establerta formalment el 12 de juliol de 1993.
El 1996 es va iniciar la cooperació oficial entre la TÜRKSOY i la UNESCO.

## Membres
| País/Territori                    | Llengua | Notes                       |
| --------------------------------- | ------- | --------------------------- |
| República de l'Altai              | Altai   | Subjecte federal de Rússia. |
| República de l'Azerbaidjan        | Àzeri   | País independent            |
| Baixkíria                         | Baixkir | Subjecte federal de Rússia. |
| Gagaúsia                          | Gagaús  | Regió autònoma de Moldàvia. |
| Kazakhstan                        | Kazakh  | País independent            |
| Khakàssia                         | Khakàs  | Subjecte federal de Rússia. |
| Kirguizstan                       | Kirguís | País independent            |
| República Turca de Xipre del Nord | Turc    | País independent de facto.  |
| República de Sakhà                | Iakut   | Subjecte federal de Rússia. |
| Tatarstan                         | Tàtar   | Subjecte federal de Rússia. |
| República de Turquia              | Turc    | País independent            |
| República de Turkmenistan         | Turcman | País independent            |
| República Tuvà                    | Tuvinià | Subjecte federal de Rússia. |
| República de l'Uzbekistan         | Uzbek   | País independent            |